# Tegecoelotes dysodentatus
Espèce
Tegecoelotes dysodentatus est une espèce d'araignées aranéomorphes de la famille des Agelenidae.

## Distribution
Cette espèce est endémique du Jilin en Chine,.

## Publication originale
- Zhang & Zhu, 2005 : A new species of the genus Tegecoelotes from China (Araneae: Amaurobiidae: Coelotinae). Acta Arachnologica Sinica, vol. 14, 1, p. 10-12.